# Avenue Émile Vandervelde
 (signalé en août 2025).
Si vous disposez d'ouvrages ou d'articles de référence ou si vous connaissez des sites web de qualité traitant du thème abordé ici, merci de compléter l'article en donnant les références utiles à sa vérifiabilité et en les liant à la section « Notes et références ».
- Archive Wikiwix
- Bing
- Cairn
- DuckDuckGo
- E. Universalis
- Gallica
- Google
- G. Books
- G. News
- G. Scholar
- Persée
- Qwant
- (zh) Baidu
- (ru) Yandex
- (wd) trouver des œuvres sur Wikidata

Pour les articles homonymes, voir Rue Émile Vandervelde.
L'avenue Émile Vandervelde (en néerlandais : Emile Vanderveldelaan) est une avenue bruxelloise de la commune de Woluwe-Saint-Lambert qui va du boulevard de la Woluwe à l'avenue de Wezembeek en passant par la rue de la Rive, la rue Klakkedelle, l'avenue de la Chapelle, l'avenue Marie la Misérable, le Groenenberg, l'avenue Chapelle-aux-Champs, l'avenue Jean-François Debecker, l'avenue Albert Dumont, l'avenue de la Claireau, l'avenue du Rêve, l'avenue de la Lesse, l'avenue de la Semoy, l'avenue du Bois Jean et l'avenue de l'Idéal.
L'avenue porte le nom d'un homme politique socialiste belge, Émile Vandervelde, né à Ixelles le 25 janvier 1866 et décédé à Ixelles le 27 décembre 1938.
A Bois-d'Haine, entité de la commune de Manage, il existe une rue Émile Vandervelde.